# Antoine Gindt
Antoine Gindt, né le 2 février 1961 à Nancy, est metteur en scène et producteur français

## Biographie
Depuis le début des années 1980, Antoine Gindt a initié et participé à de nombreuses aventures artistiques, notamment dans le domaine du théâtre musical. Commanditaire d’œuvres importantes (Ou bien le débarquement désastreux de Heiner Goebbels, 1993, To Be Sung et Momo de Pascal Dusapin, 1994 et 2002, Alfred, Alfred de Franco Donatoni, 1998, Forever Valley de Gérard Pesson, 2000, Kyrielle du Sentiment des Choses de François Sarhan, 2003, Richter de Mario Lorenzo, 2003, Philomela de James Dillon, 2004, Thanks to my eyes d’Oscar Bianchi 2010, Giordano Bruno de Francesco Filidei, 2015), il a aussi accompagné le travail de Georges Aperghis de 1992 à 1997 et contribué à la création d’œuvres inédites en France dont le Medeamaterial de Pascal Dusapin, les spectacles de Heiner Goebbels ou l’opéra de Wolfgang Mitterer Massacre. Dans ce cadre, il côtoie et conseille de nombreux metteurs en scène (Ludovic Lagarde, Pascal Rambert, Frédéric Fisbach, Joël Pommerat, André Wilms, Michel Deutsch…) et des auteurs dont Jacques Roubaud et Olivier Cadiot. De 2002 à 2014, il préside le Réseau Varèse, réseau européen pour la création et la diffusion musicales qui réunit une vingtaine de structures de dix-sept pays différents.
Depuis 2003, ses mises en scène sont régulièrement jouées en Europe et jusqu’à Buenos Aires. En 2010-2011, il initie un vaste projet autour du Ring de Richard Wagner (version de Jonathan Dove et Graham Vick, 1990) sous forme de festival itinérant (création à l’automne 2011 à Porto, représentations à Strasbourg, Paris, St-Quentin-en-Yvelines, Nîmes, Caen, Luxembourg, Reims, Reggio Emilia). Pour mener à bien ce projet, il est artiste associé au Théâtre de Saint-Quentin-en-Yvelines.
En 2018, il est à l'initiative de la création française de 200 Motels de Frank Zappa au Zénith de Strasbourg (Festival Musica) et à la Philharmonie de Paris.
En 2009, à la demande de Bernard Foccroulle, il encadre l’Atelier Opéra en Création au Festival d’Aix-en-Provence, en 2012 il enseigne à l'Académie Chigiana à Sienne avec le compositeur Giorgio Battistelli, en 2017 il est invité par Ivan Fedele pour le Biennale College-Musica de la Biennale de Venise et en 2018 au "Seminário de creación en ópera" à l'Escuela de invernio à Buenos Aires. Auteur de nombreux articles sur les musiques d’aujourd’hui, il est directeur de la publication de la revue théâtres&musiques.

## Metteur en scène
- 2003 : Richter, opéra documentaire de Mario Lorenzo, CETC Teatro Colon, Buenos Aires
- 2005 : Medea de Pascal Dusapin, Teatro San Martin, Buenos Aires
- 2006 : Consequenza, un hommage à Luciano Berio, Festival Musica, Strasbourg
- 2007 : The Rake’s Progress d’Igor Stravinsky, Festival de Ponte de Lima
- 2007 : Kafka-Fragmente de György Kurtág, Carré Saint-Vincent/Scène nationale, Orléans
- 2008 : Pas Si de Stéfano Gervasoni, Université de Paris 8-Saint-Denis
- 2011 : Ring Saga, festival scénique de Richard Wagner sur une version établie en 1990 par Jonathan Dove et Graham Vick, Casa da Musica, Porto
- 2013 : Wanderer, Post-scriptum, théâtre musical sur des mélodies et lieder de Wolfgang Rihm, Gérard Pesson Richard Wagner, Hanns Eisler, György Ligeti, The Doors, Théâtre de Saint-Quentin-en-Yvelines
- 2013 : Aliados, opéra du temps réel de Sebastian Rivas, théâtre de Gennevilliers
- 2015 : Giordano Bruno de Francesco Filidei, Casa da Musica, Porto
- 2016 : Iliade l'amour de Betsy Jolas, CNSMDP, Philharmonie de Paris
- 2017 : La Passion selon Sade de Sylvano Bussotti, Théâtre de Nîmes
- 2018 : 200 Motels de Frank Zappa, Zénith de Strasbourg
- 2018 : La traición oral de Mauricio Kagel, CETC, Théâtre Colón Buenos Aires
- 2020 : Eurydice de Dmitri Kourliandsky, Festival Aperto, Reggio Emilia
- 2021 : Lyudka (une bouffonnerie) de Eugenia Palkhova, The Ilkhom Theatre of Mark Veil, Tachkent
- 2021 : Le Rang des artichauts, Théâtre de Nîmes